# Ulodesmus anodontus
Ulodesmus anodontus är en mångfotingart som beskrevs av Lawrence 1953. Ulodesmus anodontus ingår i släktet Ulodesmus och familjen Gomphodesmidae. Inga underarter finns listade i Catalogue of Life.